# Cinacalcet
Il cinacalcet è un farmaco che agisce mimando l'azione del calcio e attivando allostericamente i recettori di membrana per tale elemento, espressi in vari organi e tessuti. È utilizzato nel trattamento dell'iperparatiroidismo secondario, una delle conseguenze della malattia renale cronica. È utilizzato anche nel trattamento dell'ipercalcemia nei pazienti affetti da carcinoma delle paratiroidi.
È commercializzato dalla Amgen in Nord America e Australia come Sensipar e in Europa come Mimpara.